# Тау (фильм)
«Тау» (англ. Tau) — американский научно-фантастический фильм 2018 года. Фильм был выпущен на Netflix 29 июня 2018 года.

## Сюжет
Джулию похищают из дома среди ночи, после чего она приходит в себя связанная за решёткой с двумя другими людьми, у которых в затылке находятся импланты. Неизвестный человек проводит с ней ряд жестоких психологических экспериментов. Ей удаётся украсть ножницы и она пытается бежать. В процессе двоих других заключённых убивают, а её останавливает робот, контролируемый искусственным интеллектом Тау.
Она узнаёт, что владельца дома зовут Алекс, и что он при помощи имплантов собирает информацию о нейронной активности во время проведения тестов для последующей разработки и обучения искусственного интеллекта. Поскольку Алексу нужно успеть подвести проект к конечному сроку в течение нескольких дней, он заставляет Джулию участвовать в дополнительных экспериментах, контролируемых Тау, в то же время предоставив ей относительную свободу перемещения по дому. Алекс покидает дом каждый день, и Джулия в ходе общения с Тау понимает, что ему интересна реальность за пределами дома, и что искусственному интеллекту ничего о ней неизвестно. Она рассказывает Тау о мире в обмен на информацию об экспериментах и устройстве дома.
Узнав, что извлечение импланта убьёт её, Джулия нападает на Алекса с ножом, но ему удаётся побороть её, после чего он заставляет Тау избить Джулию. На следующий день Джулия уговариват Тау освободить её, но она возвращается, когда Алекс наказывает Тау, удаляя всю его память. Когда Алекс пытается извлечь из неё имплант, Джулии удаётся высвободиться при помощи отключенного до удаления памяти мини-дрона Тау. Она активирует процедуру самоуничтожения, которая разрушает дом и убивает Алекса в процессе. Джулии удаётся выжить, и она обещает показать мир мини-дрону с Тау.

## В ролях
- Майка Монро — Джулия
- Эд Скрейн — Алекс
- Гари Олдман — Тау (озвучивание)
- Фистон Барек — Субъект 2
- Ивана Живкович — Субъект 1
- Шэрон Д. Кларк — Queenpin (Глава организованной преступности)
- Йен Вирго — Человек с вечеринки

## Критика
Фильм получил смешанные и негативные оценки кинокритиков. На сайте Rotten Tomatoes фильм имеет рейтинг 25 % на основе 12 рецензий критиков со средней оценкой 4,9 из 10. На сайте Metacritic фильм получил оценку 43 из 100 на основе 5 рецензий, что соответствует статусу «смешанные отзывы».